# ニコライ・ミサ
『ニコライ・ミサ ト長調』 Hob.XXII:6（ドイツ語: Nikolaimesse）は、フランツ・ヨーゼフ・ハイドンが1772年に作曲したミサ曲。正式名称を『聖ニコラウスのミサ』(Missa Sancti Nicolai)といい、おそらくハイドンが仕えていたニコラウス・ヨーゼフ・エステルハージ侯爵の聖名祝日（12月6日）に演奏するために作曲された。
小規模な作品であり、曲調も全体に軽いが、クレドの四重唱のように印象的な箇所もある。演奏時間は約30分。

## 概要
自筆譜から1772年に作曲されたことが判明している。
この曲はおそらく充分な作曲時間が取れず、オリジナルのパート譜は大急ぎで書かれた形跡がある。アニュス・デイ後半の「Dona nobis pacem」については当初楽譜が存在せず、当時の習慣に従ってキリエの曲にあわせて歌うようになっていた。
キリエが6⁄4拍子という特殊な拍子で書かれており、このために「6/4拍子のミサ」(6/4-Takt-Messe)の別名もある。ランドンによると、おそらく聖ニコラウスの日がクリスマスに近いため、待降節の田園曲的な特徴を持つ曲が書かれたのだろうという。

## 編成
- ソプラノ、アルト、テノール、バス独唱、4部合唱
- オーボエ2、ホルン2、弦楽合奏、オルガン

## 構成

### Kyrie
6⁄4拍子のゆったりした音楽で、4人の独唱者によって歌われる。合唱は「Christe」の後半と2回めの「Kyrie」の後半に参加する。ごく短い曲である。

### Gloria
4⁄4拍子の速い曲で、合唱によって歌われる。「Gratias agimus tibi」からソプラノの独唱になり、「Qui tollis」からは合唱が続ける。「Quoniam」から速くなり、対位法的なアーメン・コーラスになだれこむ。

### Credo
3⁄4拍子の速い曲で、合唱によって歌われる。「Et incarnatus est」から4⁄4拍子、短調になり、速度も遅くなる。テノール独唱がキリストの生涯を静かに歌う。「Crucifixus」で他の独唱者が次々に加わって四重唱になる。「Et resurrexit」で再び冒頭の調子に戻る。最後のアーメンはホモフォニックでごく簡単に終わる。

### Sanctus
4⁄4拍子の静かな合唱曲だが、「Pleni sunt」から速い3⁄4拍子になり盛りあがる。

### Benedictus
ニ長調、4⁄4拍子でクレドと同じくらい長い。独唱者たちによって歌われる。最後のホザンナで合唱になる。

### Agnus Dei
ト短調、3⁄4拍子。合唱による静かな祈りの音楽である。「Dona nobis pacem」で長調に変わり、冒頭のキリエの音楽がくり返される。